# David Perdue

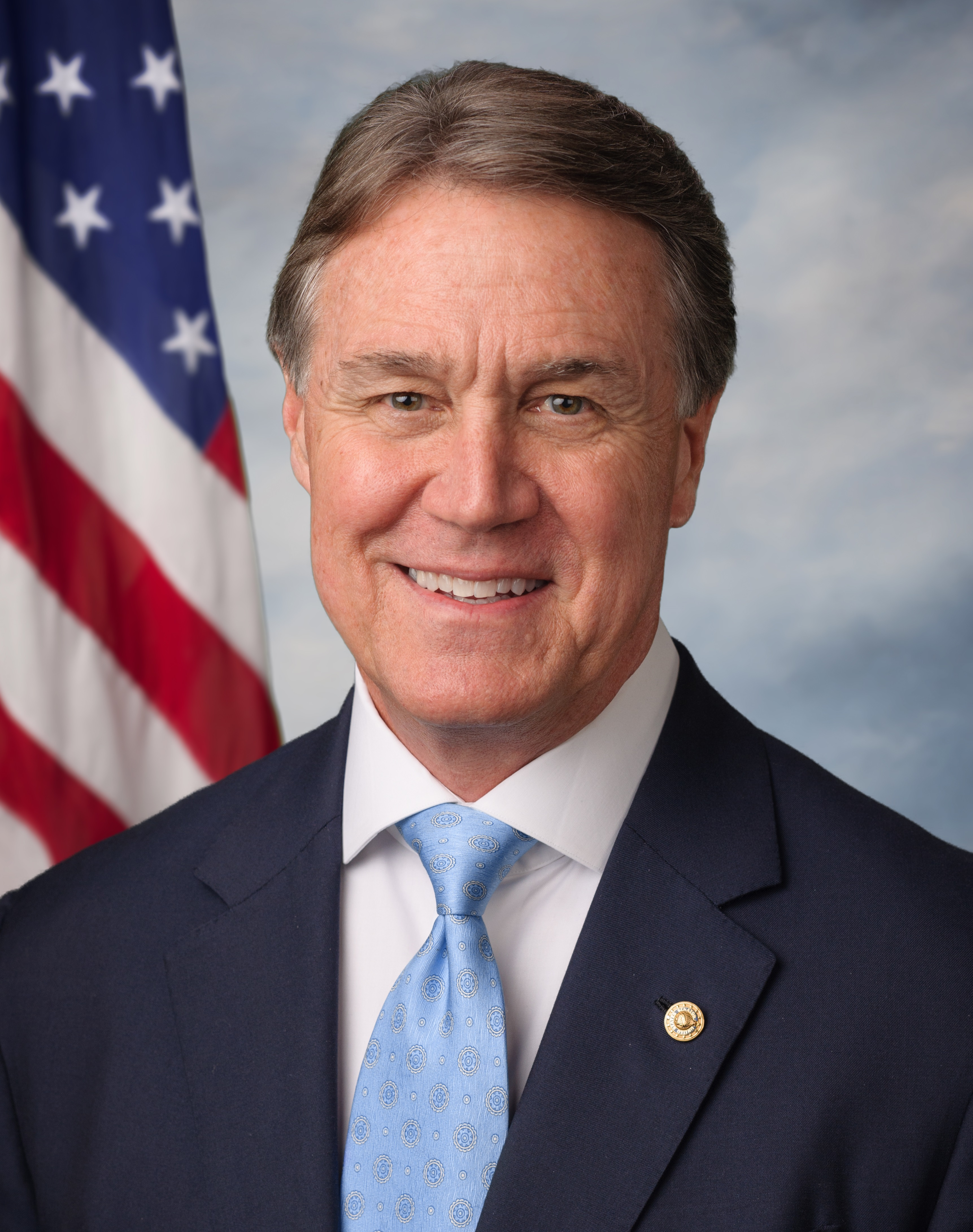
David Perdue (2015)

David Alfred Perdue, Jr. (* 10. Dezember 1949 in Macon, Georgia) ist ein US-amerikanischer Politiker der Republikanischen Partei. Der frühere Manager vertrat von 2015 bis 2021 den Bundesstaat Georgia im Senat der Vereinigten Staaten.

## Familie, Ausbildung und Beruf
Perdue ist der Sohn zweier Lehrer und wuchs in Warner Robins auf. Er studierte am Georgia Institute of Technology und erwarb dort 1972 den Bachelorgrad in Industrial Engineering und 1975 den Master in Operations Research. In den folgenden Jahren arbeitete er in verschiedenen Positionen als privater Geschäftsmann. Schließlich wurde er Management-Berater und richtete für Sara Lee deren erstes Hauptquartier in Asien ein. Später war er Chief Executive Officer der Firmen Dollar General und Reebok (bis 2002). Danach war er für weitere Firmen in führenden Positionen tätig. Er erwarb sich den Ruf, bei sanierungsbedürftigen Firmen die Trendumkehr zu schaffen, ihm wurde aber im Wahlkampf 2014 vorgehalten, dabei auf Kosten der Mitarbeiter die Aktionäre zu bevorzugen.
Mit seiner Frau Bonnie, die er kurz nach Studienabschluss heiratete, hat Perdue zwei Kinder. Der Methodist lebt im Glynn County. Sein Cousin Sonny Perdue ist ein früherer Gouverneur Georgias und war von 2017 bis 2021 US-Landwirtschaftsminister im Kabinett Trump I.

## Politische Laufbahn
Nachdem einer der beiden Senatoren Georgias im US-Senat, Saxby Chambliss, im Jahr 2013 erklärt hatte, er werde bei der Senatswahl 2014 nicht wieder kandidieren, trat Perdue – bisher ohne politische Erfahrung – um dessen Nachfolge an. In der parteiinternen Vorwahl (Primary) der Republikaner setzte er sich knapp gegen den damaligen Kongressabgeordneten Jack Kingston durch.
Bei der Wahl 2014 wurde Perdue in den US-Senat gewählt, indem er sich mit 52,89 Prozent der Wählerstimmen gegen seine demokratische Mitbewerberin Michelle Nunn durchsetzte. Im Wahlkampf hatte er sich als Außenseiter des Politikbetriebs stilisiert, der sich außerhalb der Hierarchie seiner Partei im Senat bewege. Er trat sein sechsjähriges Mandat am 3. Januar 2015 als Senator der Klasse 2 an. Er hat bereits erklärt, im Falle einer Wiederwahl 2020 nicht länger als zwei Mandatsperioden, also insgesamt zwölf Jahre, im Senat verbleiben zu wollen. Bei seiner Wiederwahlkampagne wurde er massiv durch den kurz zuvor abgewählten Präsidenten Donald Trump unterstützt, der dabei wieder seine Vorwürfe der Wahlfälschung wiederholte. Bei der Stichwahl am 5. Januar 2021 verlor er seinen Senatssitz an Jon Ossoff, den Kandidaten der Demokratischen Partei. Im Februar 2021 wurden Stimmen laut, er würde bei den Senatswahlen 2022 in Georgia gegen den Amtsinhaber Raphael Warnock antreten. Einige Tage später erklärte er jedoch, nicht in den Wahlkampf einsteigen zu wollen.
Als von Donald Trump unterstützter Kandidat tritt er in der Vorwahl (Primary) der Republikaner für die Gouverneurswahlen in Georgia am 8. November 2022 an. Sein parteiinterner Gegenkandidat ist der Amtsinhaber Brian Kemp.
Perdue war unter anderem Mitglied im Landwirtschafts-, Haushalts-, Auswärtigen und Rechtsausschuss.

## Positionen und Kontroversen
Perdue setzt sich für den Abbau der US-Staatsverschuldung und für Steuersenkungen ein. Er tritt für eine Abschaffung der Gesundheitsreform Obamacare ein. Bei einer Rede im Juni 2016 bei der Faith and Freedom Coalition forderte Perdue das Publikum scherzhaft auf, für Präsident Obama zu beten, und zwar für dessen baldigen Tod (Psalm 109,8 ).
Das TV-Duell vor der Stichwahl sagte Perdue ab. Der demokratische Gegenkandidat Jon Ossoff führte dies auf einen Machtmissbrauch zurück, den Perdue nicht kommentieren wollte. Während der COVID-19-Pandemie habe Perdue massiv mit Aktien gehandelt.